# Командный чемпионат СССР по переписке 1978—1981
Командный чемпионат СССР по шахматам по переписке 1978—1981 — 6-й чемпионат.

## Командные результаты
1. РСФСР — 135½ очков из 192
2. Ленинград — 130
3. Украина — 126½
4. Латвия — 121
5. Москва — 116½
6. Эстония — 106
7. Белоруссия — 104
8. Казахстан — 102
9. Армения — 93
10. Узбекистан — 88½
11. Азербайджан — 88½
12. Таджикистан — 84½
13. Грузия — 72½
14. Литва — 69
15. Молдавия — 67½
16. Киргизия — 61
17. Туркмения — 56

## Индивидуальные результаты команды-победительницы
1. В. Косенков — 10 очков из 16
2. В. Семенюк — 11
3. И. Копылов — 12
4. Г. Сорокин — 9
5. Н. Кривун — 10
6. Г. Живодов — 9
7. Б. Пугачёв — 11
8. П. Вланский — 11½
9. Н. Покровский — 13
10. А. Попов — 13
11. Л. Королькова — 13
12. П. Брагин — 13

## Турнир первых досок
1. А. Цамрюк (Узбекистан) — 11½ очков из 16
2—5. В. Косенков, В. Пилилян (Грузия), А. Решко, Ю. Сахаров (Украина) — по 10
6. А. Королёв (Москва) — 9½
7—8. С. Вдовин (Азербайджан), Я. Клован — по 9
9—10. А. Мокацян (Армения), Х. Пяэрен — по 8½
11. Ю. Буткус (Литва) — 8
12. И. Фиглер — 7½
13. О. Сабитов (Таджикистан) — 6½
14. П. Кишик (Белоруссия) — 5½
15—16. А. Гухман (Туркмения), И. Зинченко (Казахстан) — по 4½
17. Д. Маматов (Киргизия) — 3½

## Лучшие результаты по доскам
1. А. Цамрюк (Узбекистан) — 11½ очков
2. Л. Рубинчик (Украина) — 13
3. И. Копылов (РСФСР) — 12
4. П. Шадурский (Латвия) — 12
5. Ю. Гутоп (Москва) — 13
6. А. Иванов (Украина) — 13½
7. А. Васильев (Казахстан) — 13
8. В. Братцев — 12
9. Ю. Селёдкин (Латвия) — 13½
10. А. Попов — 13
11. Л. Белавенец (Москва), Л. Королькова — по 13
12. П. Брагин, Ю. Зеленский (Белоруссия), В. Шульман (Латвия) — по 13